# Вадіто (Нью-Мексико)
Вадіто (англ. Vadito) — переписна місцевість (CDP) в США, в окрузі Таос штату Нью-Мексико. Населення — 258 осіб (2020).

## Географія
Вадіто розташоване за координатами 36°11′35″ пн. ш. 105°40′31″ зх. д. / 36.19306° пн. ш. 105.67528° зх. д. (36.192924, -105.675328).  За даними Бюро перепису населення США в 2010 році переписна місцевість мала площу 2,23 км², уся площа — суходіл.

## Демографія
Згідно з переписом 2010 року, у переписній місцевості мешкало 270 осіб у 108 домогосподарствах у складі 74 родин. Густота населення становила 121 особа/км².  Було 133 помешкання (60/км²).
Расовий склад населення:
| - 60,0 % — білих - 0,7 % — корінних американців - 28,5 % — осіб інших рас |

До двох чи більше рас належало 10,7 %. Частка іспаномовних становила 92,2 % від усіх жителів.
За віковим діапазоном населення розподілялося таким чином: 23,0 % — особи молодші 18 років, 60,0 % — особи у віці 18—64 років, 17,0 % — особи у віці 65 років та старші. Медіана віку мешканця становила 42,0 року. На 100 осіб жіночої статі у переписній місцевості припадало 97,1 чоловіків;  на 100 жінок у віці від 18 років та старших — 92,6 чоловіків також старших 18 років.
Середній дохід на одне домашнє господарство  становив 41 018 доларів США (медіана — 27 083), а середній дохід на одну сім'ю — 50 184 долари (медіана — 36 250). Медіана доходів становила 51 250 доларів для чоловіків та 41 750 доларів для жінок. За межею бідності перебувало 33,2 % осіб, у тому числі 43,8 % дітей у віці до 18 років та 15,1 % осіб у віці 65 років та старших.
Цивільне працевлаштоване населення становило 108 осіб. Основні галузі зайнятості: освіта, охорона здоров'я та соціальна допомога — 37,0 %, транспорт — 13,0 %, науковці, спеціалісти, менеджери — 10,2 %, мистецтво, розваги та відпочинок — 10,2 %.